# 陳諫 (唐朝)
陈谏（?—?），唐朝大臣，永贞革新中二王八司马之一。
陈谏警敏，曾经浏览染署岁簿，就能说出布匹的尺寸。一阅籍录，终身不忘。曾经担任侍御史。王叔文在东宫事奉太子李诵时，就与韦执谊、陆淳、吕温、李景俭、韩晔、韩泰、柳宗元、刘禹锡、陈谏等人生死相托。贞元二十一年（805年）李诵即位为唐顺宗，依靠王叔文、王伾处理政务。陈谏担任仓部郎中、判度支。王伾主管往来传授；王叔文主管决断；韦执谊负责文诰；陈谏和刘禹锡、韩晔、韩泰、柳宗元、房启、凌准等人谋议唱和，采听外事。王叔文失势后，七月二十二日，唐顺宗任命陈谏为河中少尹。唐宪宗即位後，八月初六，贬王伾为开州司马，将王叔文贬为渝州司户。十一月初七，贬中书侍郎、同平章事韦执谊为崖州司马。十一月十四日，贬韩泰为虔州司马，韩晔为饶州司马，柳宗元为永州司马，刘禹锡为朗州司马，凌准为连州司马，程异为郴州司马，河中少尹陈谏贬为台州司马。陈谏后来历任封州刺史、循州刺史、通州刺史，在任上去世。